# Caribbean Cup 1996
De Caribbean Cup 1996 was de 8ste editie van het internationale voetbaltoernooi voor de leden van de Caraïbische Voetbalunie (CFU). Het toernooi werd van 24 mei tot en met 7 juni 1996 gehouden in Trinidad en Tobago. Het thuisland won het toernooi door in de finale Cuba te verslaan met 2–0. Voordat het toernooi van start kon gaan konden landen zich kwalificeren door een kwalificatietoernooi. De nummer 2 van dit toernooi om de Caribbean Cup zou uiteindelijk ook in een play-off spelen tegen de nummer 2 van de Caribbean Cup 1997. De winnaar van die play-off mocht meedoen aan de CONCACAF Gold Cup 1998.

## Deelnemers
| Ronde                                 | Landen | Aantal |
| ------------------------------------- | --- | ------ |
| Starten in de Kwalificatie Groepsfase | Groep 1 - Nederlandse Antillen - Grenada - Saint Vincent en de Grenadines Groep 2 - Saint Kitts en Nevis - Sint Maarten - Anguilla Groep 3 - Haïti - Dominicaanse Republiek Groep 4 - Kaaimaneilanden - Cuba Groep 5 - Dominica - Saint Lucia - Martinique Groep 6 - Barbados - Jamaica Groep 7 - Suriname - Frans-Guyana - Guyana | 19     |
| Start in Groepsfase                   | - Trinidad en Tobago (Gastland en titelhouder) | 1      |

## Kwalificatie

### Groep 1
Eerste ronde
|               |                      |       |         |                      |
| 23 maart 1996 | Nederlandse Antillen | 0 – 1 | Grenada | Nederlandse Antillen |
| 23 maart 1996 |                      |       |         | Nederlandse Antillen |

De return van de wedstrijd werd niet gespeeld, Grenada naar de tweede ronde.
Tweede ronde
|               |         |       |                                |         |
| 24 april 1996 | Grenada | 1 – 1 | Saint Vincent en de Grenadines | Grenada |
| 24 april 1996 |         |       |                                | Grenada |

|               |                                |       |         |                                |
| 28 april 1996 | Saint Vincent en de Grenadines | 3 – 1 | Grenada | Saint Vincent en de Grenadines |
| 28 april 1996 |                                |       |         | Saint Vincent en de Grenadines |

### Groep 2
| Team                 | Gsp | W | G | V | DV | DT | DS  | Ptn |
| -------------------- | --- | - | - | - | -- | -- | --- | --- |
| Saint Kitts en Nevis | 2   | 2 | 0 | 0 | 11 | 0  | +11 | 6   |
| Sint Maarten         | 2   | 1 | 0 | 1 | 4  | 3  | +1  | 3   |
| Anguilla             | 2   | 0 | 0 | 2 | 0  | 12 | –12 | 0   |

|               |                      |       |          |                                   |
| 27 maart 1996 | Saint Kitts en Nevis | 8 – 0 | Anguilla | Basseterre (Saint Kitts en Nevis) |
| 27 maart 1996 |                      |       |          | Basseterre (Saint Kitts en Nevis) |

|               |              |       |          |                                   |
| 29 maart 1996 | Sint Maarten | 4 – 0 | Anguilla | Basseterre (Saint Kitts en Nevis) |
| 29 maart 1996 |              |       |          | Basseterre (Saint Kitts en Nevis) |

|               |                      |       |              |                                   |
| 31 maart 1996 | Saint Kitts en Nevis | 3 – 0 | Sint Maarten | Basseterre (Saint Kitts en Nevis) |
| 31 maart 1996 |                      |       |              | Basseterre (Saint Kitts en Nevis) |

### Groep 3
|               |       |       |                        |                        |
| 26 april 1996 | Haïti | 6 – 0 | Dominicaanse Republiek | Port-au-Prince (Haïti) |
| 26 april 1996 |       |       |                        | Port-au-Prince (Haïti) |

|               |       |       |                        |                        |
| 28 april 1996 | Haïti | 1 – 1 | Dominicaanse Republiek | Port-au-Prince (Haïti) |
| 28 april 1996 |       |       |                        | Port-au-Prince (Haïti) |

### Groep 4
|               |                 |       |      |                 |
| 26 april 1996 | Kaaimaneilanden | 0 – 4 | Cuba | Kaaimaneilanden |
| 26 april 1996 |                 |       |      | Kaaimaneilanden |

De return werd niet gespeeld.

### Groep 5
Eerste ronde
|              |          |       |             |          |
| 3 maart 1996 | Dominica | 0 – 1 | Saint Lucia | Dominica |
| 3 maart 1996 |          |       |             | Dominica |

|               |             |       |          |             |
| 21 maart 1996 | Saint Lucia | 1 – 1 | Dominica | Saint Lucia |
| 21 maart 1996 |             |       |          | Saint Lucia |

Saint Lucia gaat naar de tweede ronde.
Tweede ronde
|               |            |       |             |            |
| 24 april 1996 | Martinique | 1 – 0 | Saint Lucia | Martinique |
| 24 april 1996 |            |       |             | Martinique |

|               |             |       |            |             |
| 28 april 1996 | Saint Lucia | 1 – 0 | Martinique | Saint Lucia |
| 28 april 1996 |             |       |            | Saint Lucia |

### Groep 6
Antigua en Barbuda trok zich terug uit deze groep.
|               |                                      |       |          |                                     |
| 24 april 1996 | Jamaica                              | 2 – 0 | Barbados | National Stadium Kingston (Jamaica) |
| 24 april 1996 | Paul Young 44', pen.' Paul Davis 89' |       |          | National Stadium Kingston (Jamaica) |

|               |                                               |                                  |         |                                            |
| 28 april 1996 | Barbados                                      | 2 – 0 (n.v.) Strafschoppen 3 – 4 | Jamaica | Hadley Court Stadium Bridgetown (Barbados) |
| 28 april 1996 | Gregory Goodridge 51' Wayne Sobers 55', pen.' |                                  |         | Hadley Court Stadium Bridgetown (Barbados) |

### Groep 7
Eerste ronde
|               |              |       |          |              |
| 24 maart 1996 | Frans-Guyana | 1 – 2 | Suriname | Frans Guyana |
| 24 maart 1996 |              |       |          | Frans Guyana |

|               |          |       |              |          |
| 14 april 1996 | Suriname | 1 – 1 | Frans-Guyana | Suriname |
| 14 april 1996 |          |       |              | Suriname |

Suriname gaat door naar de tweede ronde.
Tweede ronde
|               |          |       |        |          |
| 28 april 1996 | Suriname | 2 – 1 | Guyana | Suriname |
| 28 april 1996 |          |       |        | Suriname |

|            |        |                                  |          |        |
| 5 mei 1996 | Guyana | 2 – 1 (n.v.) Strafschoppen 3 – 5 | Suriname | Guyana |
| 5 mei 1996 |        |                                  |          | Guyana |

## Gekwalificeerde landen
| Ploeg                          | Kwalificatie      | Aantal deelnames | Beste prestatie |
| ------------------------------ | ----------------- | ---------------- | --------------- |
| Trinidad en Tobago             | Gastland/Kampioen | 8                | Winnaar         |
| Saint Vincent en de Grenadines | nr. 1 Groep 1     | 6                | Tweede          |
| Saint Kitts en Nevis           | nr. 1 Groep 2     | 2                | Vierde          |
| Haïti                          | nr. 1 Groep 3     | 2                | Groepsfase      |
| Cuba                           | nr. 1 Groep 4     | 3                | Tweede          |
| Martinique                     | nr. 1 Groep 5     | 5                | Winnaar         |
| Jamaica                        | nr. 1 Groep 6     | 5                | Winnaar         |
| Suriname                       | nr. 1 Groep 7     | 3                | Vierde          |

## Groepsfase

### Groep A
| Team                 | Gsp | W | G | V | DV | DT | DS | Ptn |
| -------------------- | --- | - | - | - | -- | -- | -- | --- |
| Trinidad en Tobago   | 3   | 3 | 0 | 0 | 9  | 1  | +8 | 9   |
| Suriname             | 3   | 1 | 1 | 1 | 4  | 5  | –1 | 4   |
| Jamaica              | 3   | 1 | 0 | 2 | 5  | 5  | 0  | 3   |
| Saint Kitts en Nevis | 3   | 0 | 1 | 2 | 3  | 10 | –7 | 1   |

|             |                    |       |         |                                                                               |
| 24 mei 1996 | Trinidad en Tobago | 1 – 0 | Jamaica | Hasely Crawford Stadium Port of Spain, Trinidad en Tobago Toeschouwers: 5.000 |
| 24 mei 1996 | Russell Latapy 32' |       |         | Hasely Crawford Stadium Port of Spain, Trinidad en Tobago Toeschouwers: 5.000 |

|             |                                                       |       |                      |                                                                 |
| 26 mei 1996 | Jamaica                                               | 4 – 1 | Saint Kitts en Nevis | Industry Park Palo Seco, Trinidad en Tobago Toeschouwers: 4.000 |
| 26 mei 1996 | Hector Wright 21' Paul Davis 61' 72' Wayne Palmer 87' |       | Keith Gumbs 89'      | Industry Park Palo Seco, Trinidad en Tobago Toeschouwers: 4.000 |

|             |                                            |       |          |                                                                 |
| 26 mei 1996 | Trinidad en Tobago                         | 3 – 0 | Suriname | Industry Park Palo Seco, Trinidad en Tobago Toeschouwers: 6.500 |
| 26 mei 1996 | Russell Latapy 58' 61' Anthony Rougier 88' |       |          | Industry Park Palo Seco, Trinidad en Tobago Toeschouwers: 6.500 |

|             |                                      |       |                |                                                                               |
| 28 mei 1996 | Suriname                             | 3 – 1 | Jamaica        | Hasely Crawford Stadium Port of Spain, Trinidad en Tobago Toeschouwers: 7.000 |
| 28 mei 1996 | Marcel Riedwald 6' Wini Boyce 7' 44' |       | Oneni Lowe 45' | Hasely Crawford Stadium Port of Spain, Trinidad en Tobago Toeschouwers: 7.000 |

|             |                                                                  |       |                       |                                                                               |
| 28 mei 1996 | Trinidad en Tobago                                               | 5 – 1 | Saint Kitts en Nevis  | Hasely Crawford Stadium Port of Spain, Trinidad en Tobago Toeschouwers: 7.000 |
| 28 mei 1996 | Russell Latapy 21' 29' 80' Clint Marcelle 45' Arnold Dwarika 81' |       | Larrymore Bedford 79' | Hasely Crawford Stadium Port of Spain, Trinidad en Tobago Toeschouwers: 7.000 |

|             |                   |       |                      |                                                                               |
| 30 mei 1996 | Suriname          | 1 – 1 | Saint Kitts en Nevis | Hasely Crawford Stadium Port of Spain, Trinidad en Tobago Toeschouwers: 2.000 |
| 30 mei 1996 | Benny Kajansi 54' |       | Alexener Riley 72'   | Hasely Crawford Stadium Port of Spain, Trinidad en Tobago Toeschouwers: 2.000 |

### Groep B
| Team                           | Gsp | W | G | V | DV | DT | DS | Ptn |
| ------------------------------ | --- | - | - | - | -- | -- | -- | --- |
| Cuba                           | 3   | 2 | 1 | 0 | 3  | 0  | +3 | 7   |
| Martinique                     | 3   | 2 | 0 | 1 | 4  | 1  | +3 | 6   |
| Haïti                          | 3   | 0 | 2 | 1 | 2  | 3  | –1 | 2   |
| Saint Vincent en de Grenadines | 3   | 0 | 1 | 2 | 2  | 7  | –5 | 1   |

|             |                                              |       |                                |                                                                           |
| 25 mei 1996 | Cuba                                         | 2 – 0 | Saint Vincent en de Grenadines | Manny Ramjohnstadion San Fernando, Trinidad en Tobago Toeschouwers: 2.500 |
| 25 mei 1996 | Eduardo Sebrango 48' Carlos Zayas Layola 59' |       |                                | Manny Ramjohnstadion San Fernando, Trinidad en Tobago Toeschouwers: 2.500 |

|             |                          |       |       |                                                                           |
| 25 mei 1996 | Martinique               | 1 – 0 | Haïti | Manny Ramjohnstadion San Fernando, Trinidad en Tobago Toeschouwers: 1.500 |
| 25 mei 1996 | Fred Nazaire Sorbert 53' |       |       | Manny Ramjohnstadion San Fernando, Trinidad en Tobago Toeschouwers: 1.500 |

|             |                       |       |                                |                                                                           |
| 27 mei 1996 | Haïti                 | 2 – 2 | Saint Vincent en de Grenadines | Manny Ramjohnstadion San Fernando, Trinidad en Tobago Toeschouwers: 5.000 |
| 27 mei 1996 | Pierre Golman 50' 56' |       | Ezra Hendrickson 60' 89'       | Manny Ramjohnstadion San Fernando, Trinidad en Tobago Toeschouwers: 5.000 |

|             |                     |       |            |                                                                           |
| 27 mei 1996 | Cuba                | 1 – 0 | Martinique | Manny Ramjohnstadion San Fernando, Trinidad en Tobago Toeschouwers: 3.300 |
| 27 mei 1996 | Lázaro Dalcourt 72' |       |            | Manny Ramjohnstadion San Fernando, Trinidad en Tobago Toeschouwers: 3.300 |

|             |       |       |      |                                                               |
| 29 mei 1996 | Haïti | 0 – 0 | Cuba | Malabar Stadium Arima, Trinidad en Tobago Toeschouwers: 3.000 |
| 29 mei 1996 |       |       |      | Malabar Stadium Arima, Trinidad en Tobago Toeschouwers: 3.000 |

|             |                                         |       |                                |                                                               |
| 29 mei 1996 | Martinique                              | 3 – 0 | Saint Vincent en de Grenadines | Malabar Stadium Arima, Trinidad en Tobago Toeschouwers: 1.000 |
| 29 mei 1996 | Mariel Valide 3' Roldolphe Reno 23' 34' |       |                                | Malabar Stadium Arima, Trinidad en Tobago Toeschouwers: 1.000 |

## Knock-outfase
|  | halve finale           | halve finale          |   |                        | finale                 | finale |
|  |                        |                       |   |                        |                        |        |
|  | 3 juni – Port of Spain |                       |   |                        |                        |        |
|  | Trinidad en Tobago     | 2                     |   |                        |                        |        |
|  | Martinique             | 1                     |   |                        |                        |        |
|  |                        |                       |   |                        |                        |        |
|  |                        |                       |   |                        | 8 juni – Port of Spain |        |
|  |                        |                       |   |                        | Trinidad en Tobago     | 2      |
|  |                        | Cuba                  | 0 |                        |                        |        |
|  |                        |                       |   |                        |                        |        |
|  |                        |                       |   |                        | derde plaats           |        |
|  | 3 juni – San Fernando  | 3 juni – San Fernando |   | 7 juni – Port of Spain | 7 juni – Port of Spain |        |
|  | Cuba                   | 4                     |   | Martinique             | 1 (3)                  |        |
|  | Suriname               | 0                     |   |                        | Suriname               | 1 (2)  |

### Halve finale
|             |                     |       |            |                                                                               |
| 3 juni 1996 | Trinidad en Tobago  | 2 – 1 | Martinique | Hasely Crawfordstadion Port of Spain, Trinidad en Tobago Toeschouwers: 11.000 |
| 3 juni 1996 | Stern John 90' 117' |       | Carole 88' | Hasely Crawfordstadion Port of Spain, Trinidad en Tobago Toeschouwers: 11.000 |

|             |                                                                        |       |          |                                                       |
| 3 juni 1996 | Cuba                                                                   | 4 – 0 | Suriname | Manny Ramjohnstadion San Fernando, Trinidad en Tobago |
| 3 juni 1996 | Lázaro Dalcourt 35' 55' Humberto Martínez 75' Julio Diaz Sotolongo 83' |       |          | Manny Ramjohnstadion San Fernando, Trinidad en Tobago |

### Troostfinale
|             |                              |                                  |                               |                                                       |
| 5 juni 1996 | Martinique Rodolphe Rano 48' | 1 – 1 (n.v.) Strafschoppen 3 – 2 | Suriname Marcel Riedewald 76' | Port of Spain, Trinidad en Tobago Toeschouwers: 2.000 |
| 5 juni 1996 |                              |                                  |                               | Port of Spain, Trinidad en Tobago Toeschouwers: 2.000 |

### Finale
|             |                             |       |      |                                   |
| 7 juni 1996 | Trinidad en Tobago          | 2 – 0 | Cuba | Port of Spain, Trinidad en Tobago |
| 7 juni 1996 | Arnold Dwarika Jerren Nixon |       |      | Port of Spain, Trinidad en Tobago |

| Kampioen Caribbean Cup 1996 |
| --------------------------- |
|                             |
| TRINIDAD EN TOBAGO 5e titel |

 Cuba speelt een play-off voor kwalificatie voor de CONCACAF Gold Cup 1998.